# Talviyö
Albums de Sonata Arctica
The Ninth Hour
(2016)
Talviyö (Finnois pour "Nuit d'Hiver") est le 10ème album studio du groupe power metal finlandais Sonata Arctica, sorti le 6 septembre 2019 sur le label Nuclear Blast.

## Liste des pistes
| No  | Titre                       | Durée |
| --- | --------------------------- | ----- |
| 1.  | Message from the Sun        | 04:06 |
| 2.  | Whilrwind                   | 06:31 |
| 3.  | Cold                        | 04:28 |
| 4.  | Storm the Armada            | 05:08 |
| 5.  | The Last of the Lambs       | 04:22 |
| 6.  | Who Failed the Most         | 04:44 |
| 7.  | Ismo's Got Good Reactors    | 03:43 |
| 8.  | Demon's Cage                | 04:57 |
| 9.  | A Little Less Understanding | 04:15 |
| 10. | The Raven Still Flies       | 07:38 |
| 11. | The Garden                  | 06:16 |